# Takahiro Tezuka
Takahiro Tezuka (japanisch 手塚 貴大 Tezuka Takahiro; * 25. Juni 1998 in der Präfektur Tochigi) ist ein japanischer Fußballspieler.

## Karriere
Takahiro Tezuka erlernte das Fußballspielen in der Jugendmannschaft vom Tomozou SC und dem Tochigi SC sowie in der Universitätsmannschaft der Universität Tsukuba. Seinen ersten Vertrag unterschrieb er im Januar 2021 bei Albirex Niigata (Singapur). Der Verein ist ein Ableger des japanischen Zweitligisten Albirex Niigata, der in der ersten singapurischen Liga, der Singapore Premier League, spielt. Sein Erstligadebüt gab Takahiro Tezuka am 13. März 2021 im Heimspiel gegen Hougang United. Hier stand er in der Startelf. In der 39. Minute erzielte er sein erstes Erstligator. Er stand bei seinem Debüt die kompletten 90 Minuten auf dem Spielfeld. Für Albirex absolvierte er 21 Erstligaspiele. Nach der Saison wechselte er im Januar 2022 zum Ligakonkurrenten Geylang International. Für Geylang bestritt er 83 Ligaspiele. Hierbei erzielte er sechs Treffer. Im Juli 2025 zog es ihn nach Thailand. Hier unterschrieb er in der Hauptstadt Bangkok einen Vertrag beim Zweitligisten Bangkok FC.

## Sonstiges
Takahiro Tezuka ist der Bruder von Kōhei Tezuka.